# Saint-Amant-de-Boixe
Saint-Amant-de-Boixe is een gemeente in het Franse departement Charente (regio Nouvelle-Aquitaine). De plaats maakt deel uit van het arrondissement Angoulême. Saint-Amant-de-Boixe telde op 1 januari 2022 1.327 inwoners.

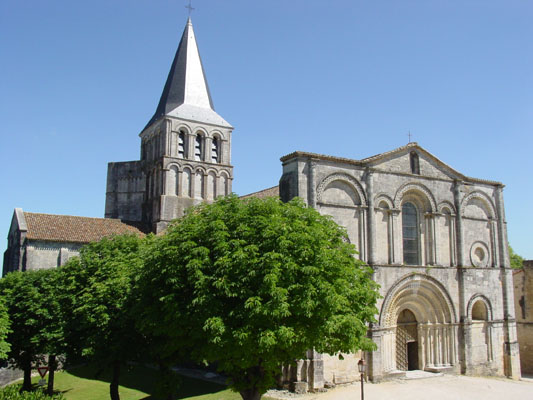
Kerk van Saint-Amant-de-Boixe
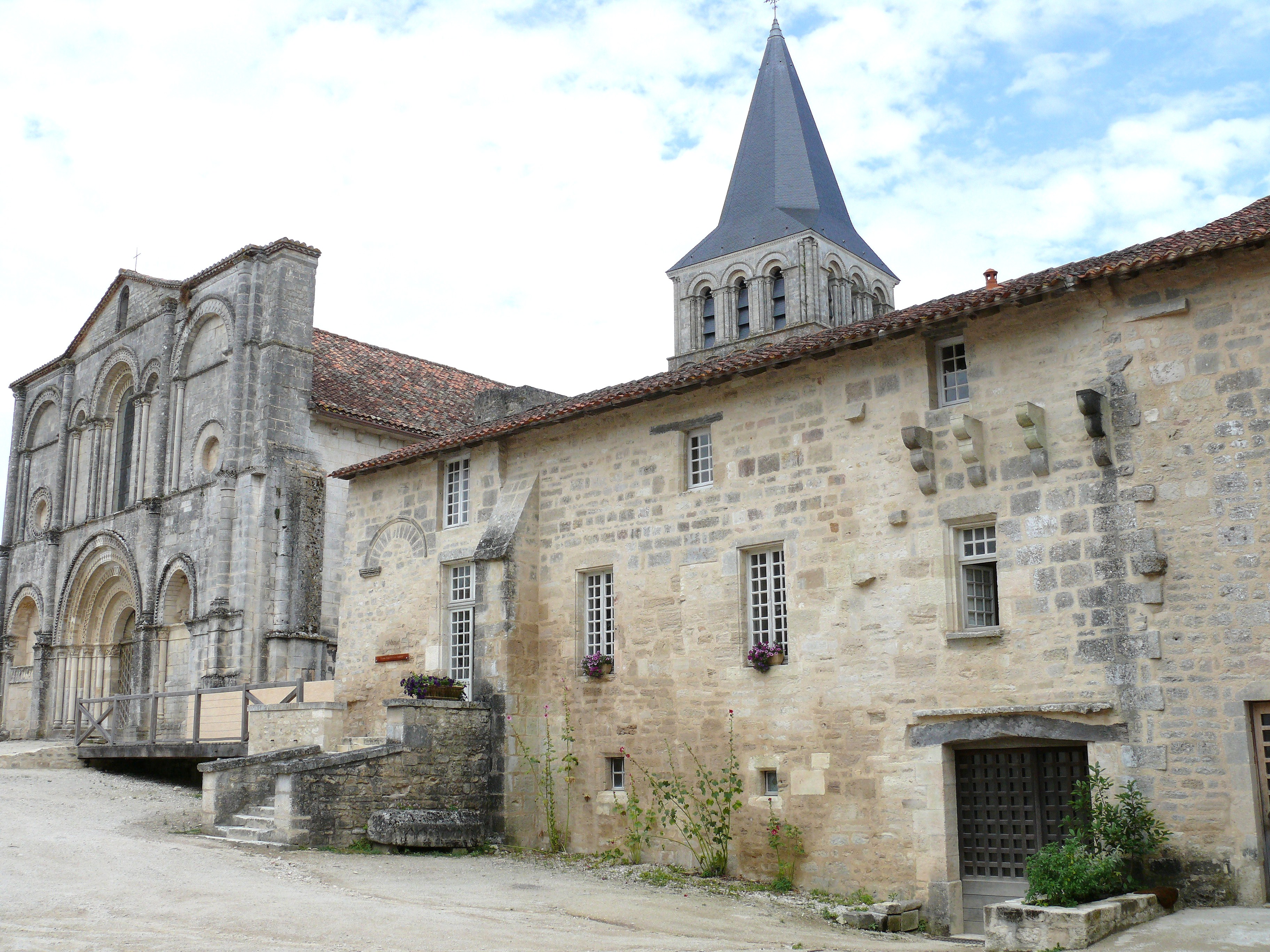
Saint-Amant-de-Boixe
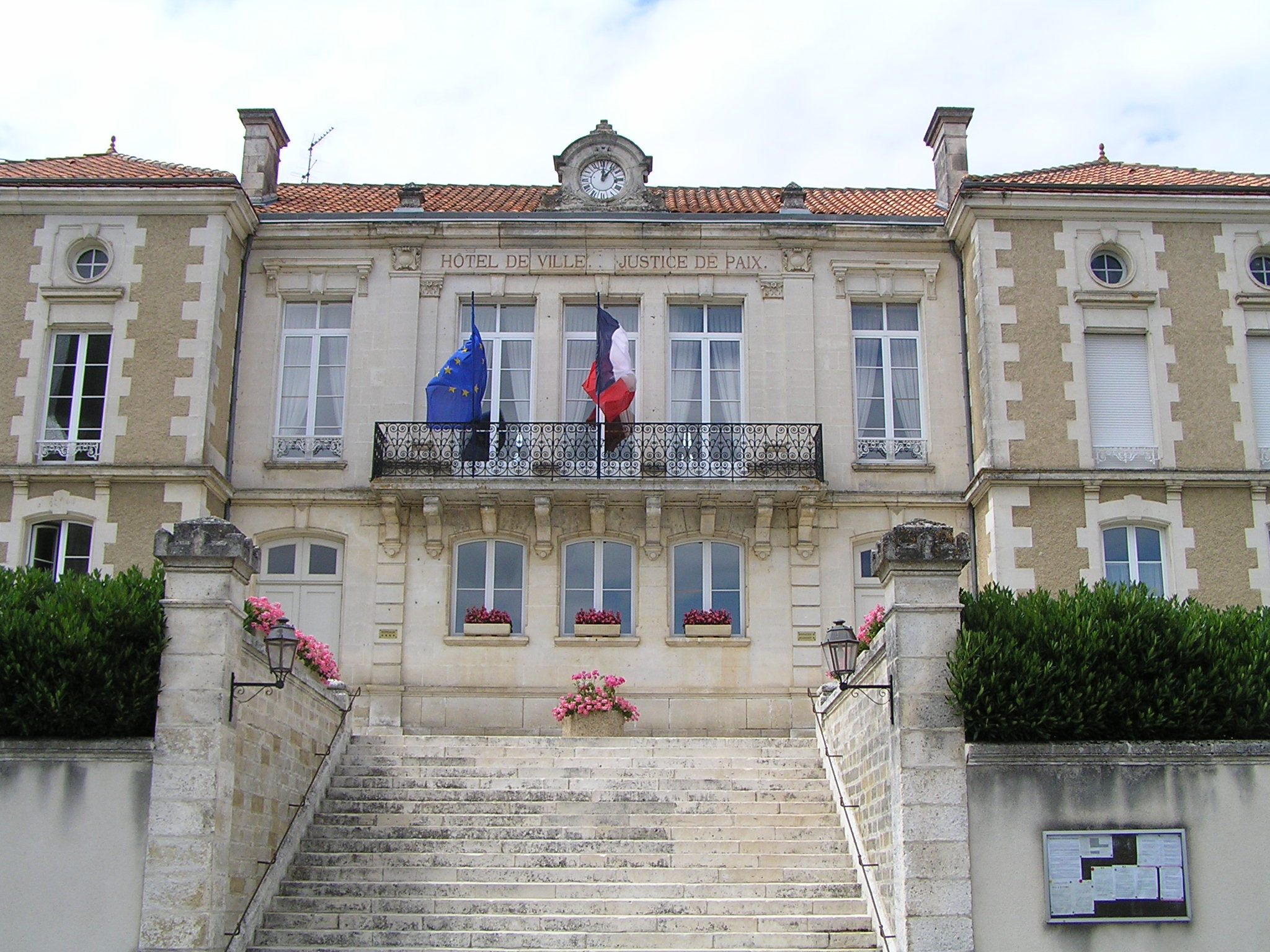
Gemeentehuis
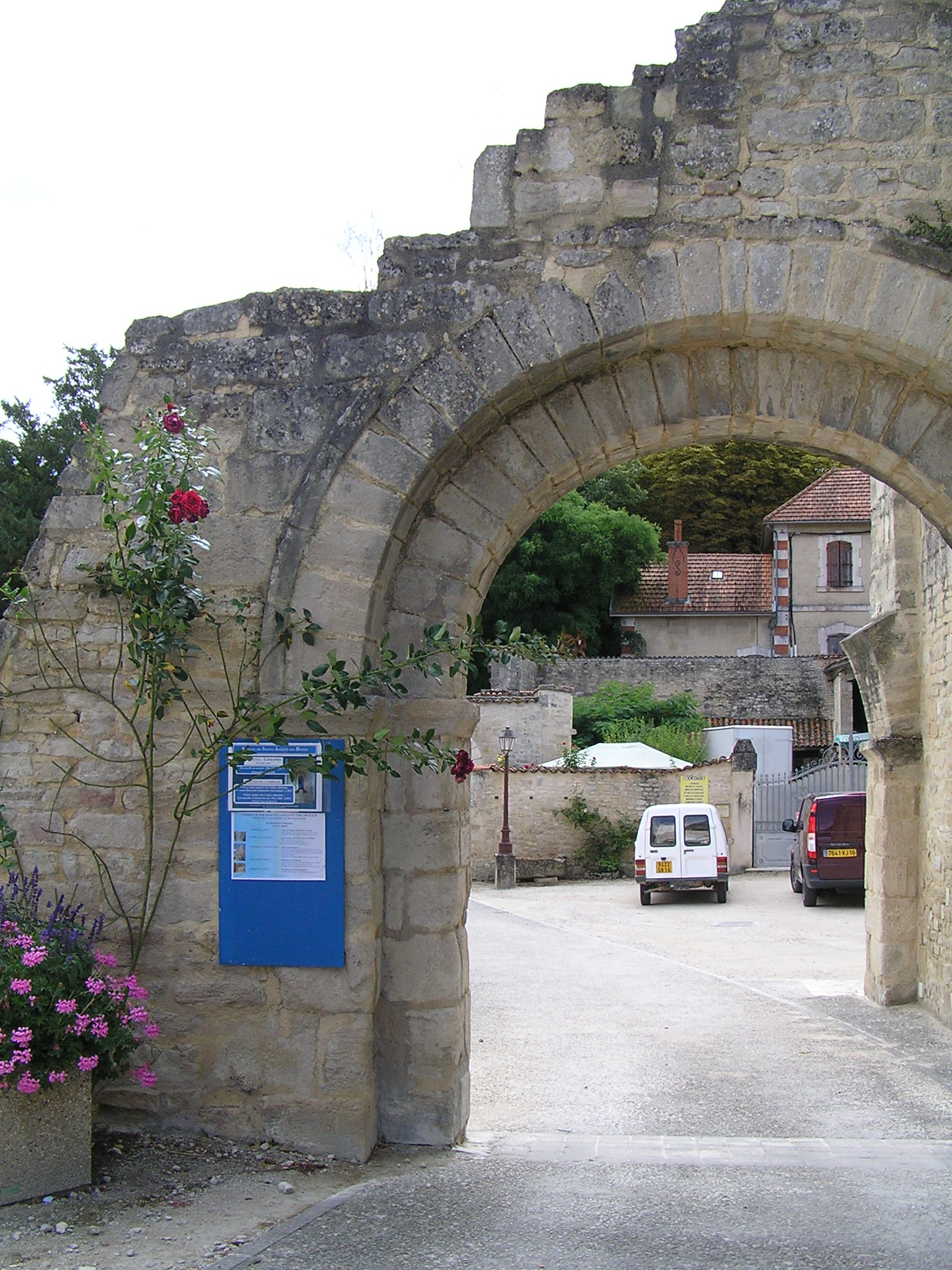

## Geografie
De oppervlakte van Saint-Amant-de-Boixe bedroeg op 1 januari 2022 22,39 vierkante kilometer; de bevolkingsdichtheid was toen 59,3 inwoners per km².
De onderstaande kaart toont de ligging van Saint-Amant-de-Boixe met de belangrijkste infrastructuur en aangrenzende gemeenten.

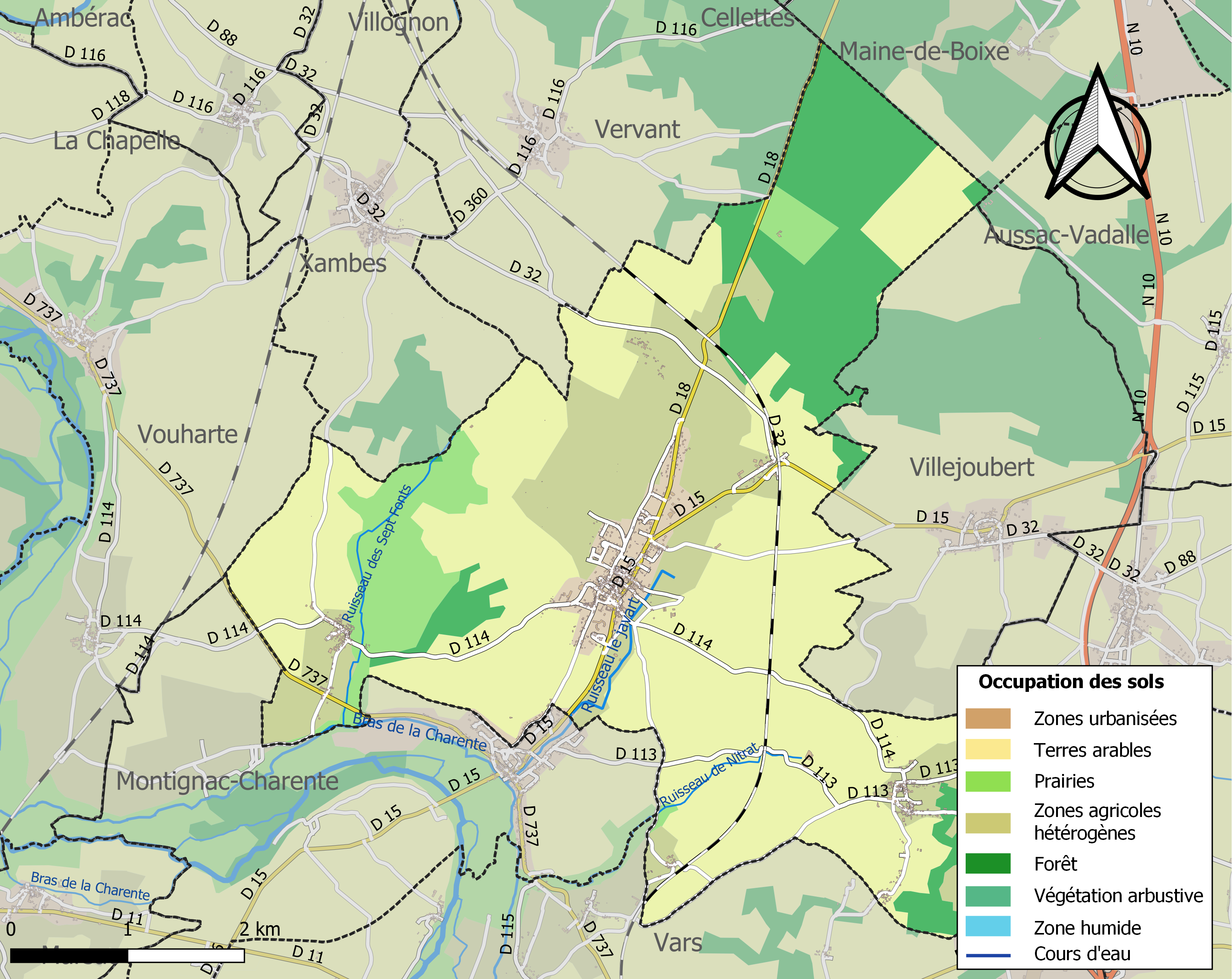

## Demografie
Onderstaande figuur toont het verloop van het inwonertal (bron: INSEE-tellingen).